# Actief College
Het Actief College is een Nederlandse, openbare school in het voortgezet onderwijs, gevestigd in Oud-Beijerland in de Zuid-Hollandse gemeente Hoeksche Waard.

## Geschiedenis
Het Actief College is voorgekomen uit een lange geschiedenis van scholen in Oud-Beijerland. In 1887 werd in dit dorp een (M)ULO-school geopend. In 1907 werd dit een gemeenteschool.
Tegelijkertijd werd in 1906 een ambachtsschool in Oud-Beijerland geopend. Deze school werd geopend omdat de Hoeksche Waard langzaamaan kennis ging maken met industrie.
In 1918 werd aan de H.B.S.-Laan na een lange politieke strijd een Rijks-H.B.S. opgericht, die in 1920 in een nieuw gebouw plaatsnam.
In 1994 kwam de huidige RSG Hoeksche Waard tot stand. Dit betrof twee scholen:
- RSG Hoefsmid (mavo, havo, atheneum, gymnasium)
- RSG Koninginneweg (vmbo).

Op 1 augustus 2011 werd de RSG Hoefsmid het Hoeksch Lyceum, en de RSG Koninginneweg het Actief College.
In januari 2021 verhuisde het Actief College naar een nieuw gebouw aan de Polderlaan. De nieuwbouw staat in de Oud-Beijerlandse wijk Poortwijk.